# Legacy of Kain
Vous lisez un « bon article » labellisé en 2024.
Legacy of Kain est une série de jeux vidéo d'action-aventure de dark fantasy développée par Silicon Knights puis Crystal Dynamics et éditée par Eidos Interactive puis par Square Enix. En 1996, Blood Omen: Legacy of Kain est le premier jeu créé par Silicon Knights en association avec Crystal Dynamics. Or, après une bataille juridique, Crystal Dynamics conserve les droits sur la propriété intellectuelle de la franchise et poursuit son histoire avec quatre suites. La série est composée de cinq jeux, tous initialement développés pour les consoles de salon et plus tard portés sur Microsoft Windows. Centré sur les personnages de Kain et Raziel, chaque titre propose de l'action, de l'exploration et de la résolution d'énigmes, avec quelques éléments de jeu de rôle.
La série se déroule dans le pays fictif de Nosgoth, un décor de fantasy gothique, et tourne autour de la quête de Kain pour défier son destin et rétablir l'équilibre du monde. Legacy of Kain: Soul Reaver introduit un autre antihéros, Raziel, tandis que les aventures des deux personnages culminent dans Legacy of Kain: Defiance. Les thèmes du destin, du libre arbitre, de la moralité, de la rédemption et du voyage du héros sont récurrents dans le scénario, qui s'inspire de la littérature antique, des romans d'horreur, des pièces de William Shakespeare et du gnosticisme. Les jeux Legacy of Kain connaissent un grand succès critique, notamment grâce à la qualité des interprètes, de leur narration et de leurs graphismes. En 2007, ils se sont vendus à plus de 3,5 millions d'exemplaires. En 2022, Square Enix vend les droits de la série à Embracer Group, qui exprime son intérêt pour le développement de suites, de remakes et de remastérisations.

## Jeux vidéo
| 1996 | Blood Omen    |
| 1997 |               |
| 1998 |               |
| 1999 | Soul Reaver   |
| 2000 |               |
| 2001 | Soul Reaver 2 |
| 2002 | Blood Omen 2  |
| 2003 | Defiance      |

### Blood Omen: Legacy of Kain
Blood Omen: Legacy of Kain est créé par Silicon Knights sous la direction de Denis Dyack, avec l'aide de l'éditeur Crystal Dynamics, et est publié en 1996 sur PlayStation. En 1997, il est porté sur Microsoft Windows. Dyack conceptualise ce projet sous le titre The Pillars of Nosgoth en 1993, et le producteur de Crystal Dynamics, Lyle Hall, choisit ce concept fantastique sur les vampires plutôt que deux autres propositions (dont Too Human),. Le jeu doit apporter une narration forte et des visuels artistiques aux consoles, et est conçu comme un jeu auquel les adultes voudraient jouer, avec un héros non conventionnel et un gameplay qui exige autant de réflexion que d'action,. Développé comme un jeu d'action-aventure en 2D avec des éléments de jeu de rôle,, il reçoit un accueil critique et commercial positif,,. Les qualités du jeu les plus citées sont sa durée de plus de 50 heures et le large éventail d'objets et de capacités que le joueur peut utiliser. Blood Omen introduit Nosgoth, une terre fictive conçue avec une complexité digne d'un roman,, et permet au joueur de contrôler Kain, un vampire récemment ressuscité qui cherche à se venger de ses meurtriers et à guérir de sa malédiction vampirique.

### Legacy of Kain: Soul Reaver
Legacy of Kain: Soul Reaver sort en 1999 sur PlayStation et Microsoft Windows, et est porté sur Dreamcast en 2000. Il s'agit, à l'origine, d'un concept indépendant inspiré de thèmes bibliques appelé Shifter, conçu par Amy Hennig et Seth Carus, de Crystal Dynamics, mais qui, à la demande des dirigeants de l'entreprise, est intégré à l'univers de Legacy of Kain dès la préproduction,,. Hennig, la réalisatrice du jeu, compare l'avancée technologique entre Blood Omen et Soul Reaver à l'évolution de la série The Legend of Zelda en passant de la Super Nintendo à la Nintendo 64, amenant la franchise à la trois dimensions tout en conservant un style similaire. Soul Reaver est salué comme une prouesse technique pour ses mécaniques de jeu permettant de changer de dimension et son moteur de jeu à flux de données, qui élimine les temps de chargement qui sont courants dans les jeux de l'ère PlayStation,. Le jeu est un succès commercial et critique, avec 1,5 million d'unités vendues dans le monde entier, mais les fortes réactions des joueurs au cliffhanger de fin poussent les développeurs à dissiper les craintes selon lesquelles le jeu n'aurait pas été terminé. Le jeu développe l'une des deux fins possibles de Blood Omen, se déroule dans le futur sombre de Nosgoth où Kain règne sur un empire de vampires, et introduit un nouveau protagoniste, son lieutenant Raziel, exécuté par Kain et ressuscité pour se venger de ses frères et de son maître.

### Legacy of Kain: Soul Reaver 2
Legacy of Kain: Soul Reaver 2 bénéficie d'un cycle de développement accéléré et sort au bout de deux ans, malgré le passage à la sixième génération de consoles au début du projet. Prévu pour la fin 2000 sur PlayStation et Dreamcast, il est finalement retravaillé et sort en 2001 en exclusivité sur PlayStation 2, avant d'être porté sur Microsoft Windows plus tard dans l'année. L'objectif des développeurs est de conserver les éléments qui ont fait le succès de son prédécesseur, mais ils décident d'abandonner le schéma « terminer un niveau, combattre un boss » du jeu précédent au profit d'une approche plus narrative. L'intrigue est la suite directe de Soul Reaver, puisqu'elle reprend immédiatement après la fin de ce dernier. Le joueur contrôle Raziel qui découvre les mystères entourant le passé lointain de Nosgoth et sa propre destinée. Pendant ce temps, Kain tente de renverser le destin et de sauver les vampires du monde de Nosgoth en manipulant l'histoire. Alors que Soul Reaver est encore en développement, Crystal Dynamics lance un autre projet — un successeur de Blood Omen — et lorsque l'équipe de Soul Reaver commence à travailler sur sa suite fin 1999, deux jeux Legacy of Kain sont simultanément en développement,,.

### Blood Omen 2: Legacy of Kain
Le développement de Blood Omen 2 commence en 1999 et se termine en 2002, six mois après Soul Reaver 2, pour la PlayStation 2, la Xbox, Microsoft Windows et la GameCube. Il n'est pas produit par la même équipe que Soul Reaver, mais est créé par une nouvelle équipe de Crystal Dynamics sous la direction de Glen Schofield,. Le personnage principal, Kain, est à nouveau au centre des préoccupations des développeurs, Crystal Dynamics souhaitant « investir énormément dans le personnage de Kain »,. S'orientant vers l'action, le gore et le combat plutôt que vers la résolution d'énigmes, le jeu conserve plusieurs des qualités qui ont fait la popularité des opus précédents, mais la presse spécialisée le critique pour son manque d'innovation. Le jeu sort sur quatre plates-formes et se vend globalement bien. Le décor, une énorme ville industrielle, est une nouveauté pour la série. Bien que le jeu soit sorti après Soul Reaver 2, les événements du jeu se déroulent en fait après Blood Omen mais avant ceux de Soul Reaver, dans une chronologie alternative créée à partir de l'action de Soul Reaver 2. Dans Blood Omen 2, les joueurs contrôlent un Kain plus jeune après une campagne infructueuse pour conquérir Nosgoth, alors qu'il est confronté à des vampires traîtres et à un nouvel ennemi.

### Legacy of Kain: Defiance
Legacy of Kain: Defiance, le dernier opus de la série, sort en 2003 sur PlayStation 2, Xbox et Microsoft Windows. D'abord conçu comme un Soul Reaver 3,, il représente un effort combiné des équipes de Soul Reaver 2 et Blood Omen 2 pour consolider et rééquilibrer la narration, la résolution d'énigmes et les aspects de combat de ses prédécesseurs, en fusionnant les éléments des deux sous-séries en un seul jeu. Elles choisissent un nouveau titre sous la bannière Legacy of Kain pour refléter cette nouvelle orientation. Le joueur contrôle à tour de rôle, dans chacun des chapitres du jeu, Raziel et l'incarnation de Kain dans Soul Reaver 2, en partant du principe que seul l'un des deux survivra,. L'accent est mis sur la présentation des cinématiques,. L'histoire se termine sur une note d'espoir, mais sans résolution complète de l'intrigue. Pendant le développement, Hennig quitte Crystal Dynamics pour travailler pour Naughty Dog, et Defiance n'atteint pas les attentes d'Eidos en termes de ventes. Après sa sortie, Eidos met la série en pause. L'ancien PDG d'Eidos North America, Bill Gardner, et le président d'Eidos Life, Ian Livingstone, expriment leur intérêt de faire renaître la franchise, mais Crystal Dynamics déclare que le studio n'est pas prêt à travailler sur une suite.

### Jeux vidéo annulés

#### Legacy of Kain: The Dark Prophecy
Legacy of Kain: The Dark Prophecy est un jeu vidéo développé en 2004 par Eidos et Ritual Entertainment, mais qui est finalement annulé après quelques mois de développement. L'histoire de The Dark Prophecy devait s'articuler autour de deux périodes différentes, l'une mettant en scène un Kain tyrannique du passé, l'autre le Kain du présent. Les joueurs auraient commencé leur aventure avec Kain entrant dans le royaume des démons tout en explorant les environs et en rencontrant des personnages mémorables. Kain aurait retrouvé son pouvoir de transformation de Blood Omen, ainsi que de nouveaux pouvoirs comme la forme bestiale,.

#### Legacy of Kain: Dead Sun
Legacy of Kain: Dead Sun est développé par Climax Studios de 2010 à 2012, sous la supervision de l'éditeur et développeur original de la série, Crystal Dynamics. Un projet multijoueur connexe, nommé War for Nosgoth, est délégué à Psyonix. Décrit comme un « reboot dans la continuité », le jeu devait mettre en scène Gein/Asher — un nouveau protagoniste vampire — et introduire une nouvelle ère dans le futur lointain de Nosgoth,. Le budget du jeu est modeste au départ, mais dans son incarnation finale, il atteint la classification AAA et vise une sortie en tant que jeu de lancement de la PlayStation 4.
Le projet n'est pas révélé au public et est secrètement annulé en 2012 par Square Enix Europe, malgré une quantité importante de travail achevé,. En 2013, après l'annonce du jeu multijoueur Nosgoth, un membre de la communauté Legacy of Kain, rend publics une multitude d'informations et de contenus issus du jeu abandonné, provenant de contacts au sein de Climax Studios. D'après son enquête, Nosgoth est conçu comme le mode multijoueur de Dead Sun et réutiliserait certains éléments du jeu solo,. Le responsable de la communauté de Square Enix Europe, George Kelion, reconnait officiellement l'annulation du projet, déclarant que « ce n'était tout simplement pas le bon jeu, au bon moment »,.

#### Nosgoth
Nosgoth, un jeu multijoueur, est officiellement annoncé par le community manager de Square Enix London Studios, George Kelion, comme étant en cours de développement en juin 2013, en réponse à une série de fuites et aux spéculations qui en ont résulté. Selon Kelion, le jeu doit se dérouler dans le même univers que les précédents Legacy of Kain, mais n'est pas « une expérience LoK traditionnelle ou même solo »,. Le jeu est considéré comme « très distinct des séries Soul Reaver et Blood Omen », et Crystal Dynamics n'est pas impliqué dans son développement. Kelion déclare que Nosgoth sera plus formellement annoncé et révélé à une date ultérieure, après l'Electronic Entertainment Expo 2013,. Nosgoth commence une phase bêta en janvier 2015. Le jeu ferme officiellement ses serveurs le 31 mai 2016.

## Univers

### Éléments communs
Les jeux Legacy of Kain appartiennent au genre action-aventure, utilisant un équilibre entre l'action, la résolution d'énigmes et l'exploration. À partir de Soul Reaver, la série comporte également des éléments de jeu de plates-formes en 3D, à la troisième personne. Alors que Blood Omen et Soul Reaver utilisent un système de monde ouvert dans le style de The Legend of Zelda ou Super Mario 64, les trois derniers jeux sont divisés en chapitres et ont une progression plus linéaire. En résolvant des énigmes cruciales ou en battant des boss, le joueur reçoit de nouvelles armes et capacités, telles que la télékinésie, la métamorphose, le contrôle de l'esprit et les sorts magiques. La santé du personnage principal diminue constamment dans chaque jeu — Kain doit consommer du sang pour conserver sa force, tandis que Raziel a besoin d'âmes — ce qui favorise les combats. Ces derniers se concentrent sur les techniques d'abattage et de découpage et permettent au joueur de tuer ses ennemis pour se nourrir d'eux.
Blood Omen 2 et Defiance incluent des systèmes de points d'expérience, tandis que dans Soul Reaver et Defiance, le joueur doit passer du plan matériel au plan spectral de l'existence pour progresser, les deux domaines ayant des lois physiques, une géométrie et des ennemis qui leur sont propres. L'épée Soul Reaver, arme ultime et dévoreuse d'âmes habitée par une entité vorace, apparaît dans les cinq jeux. Les dialogues de la série sont de style élisabéthain, inspirés de pièces d'époque telles que Becket ou l'Honneur de Dieu, The Lion in Winter (en) et A Man for All Seasons,, et chaque jeu est scénarisé à la manière d'une pièce de théâtre, avec des monologues, des apartés et des cinématiques entrecoupant le gameplay. Pendant la production de Blood Omen, Silicon Knights engage des acteurs de formation classique, un précédent que Crystal Dynamics poursuit dans les jeux suivants.
Simon Templeman et Michael Bell interprètent respectivement les protagonistes Kain et Raziel. Parmi les seconds rôles, on trouve Paul Lukather dans le rôle de Vorador, Anna Gunn dans celui d'Ariel, Richard Doyle dans celui de Moebius et René Auberjonois dans celui de Janos Audron. Tony Jay joue le rôle de Mortanius dans Blood Omen, et revient sous les traits de l'Ancien dans les jeux suivants. Dans Defiance, Mortanius est recréé sous les traits d'Alastair Duncan. Gordon Hunt et Kris Zimmerman assurent la direction vocale à partir de Soul Reaver. Les développeurs coordonnent les acteurs en veillant à ce qu'ils soient impliqués en tant que collaborateurs, en enregistrant leurs dialogues ensemble plutôt qu'isolément, et mettent ainsi en place des techniques qui sont reprises plus tard dans la série Uncharted de Naughty Dog.

### Histoire
La santé du royaume de Nosgoth est inextricablement liée à neuf édifices connus sous le nom de Piliers de Nosgoth. Les Piliers sont préservés par une oligarchie de sorciers connue sous le nom de Cercle des Neuf, chacun d'entre eux étant le gardien d'un Pilier particulier. Lorsqu'un gardien meurt, un nouveau naît pour le remplacer. Dans le prologue de Blood Omen, Ariel, la gardienne de l'équilibre, est tuée, et la chaîne d'événements qui en résulte conduit à la corruption spirituelle des Piliers et de leurs gardiens. Trente ans plus tard, Kain, un jeune noble, est assassiné par des brigands et ressuscité sous la forme d'un vampire par un nécromancien, Mortanius. Dirigé par Mortanius et le spectre d'Ariel, il traque et tue les gardiens dans l'espoir de se venger et de guérir de son vampirisme, mais commence lentement à embrasser ses nouveaux pouvoirs. En chassant Moebius, le gardien du temps, il défie les conseils de Vorador (un vampire chevronné), et voyage dans le temps. En utilisant la Soul Reaver, il empêche un roi tyran d'accéder au pouvoir, mais le paradoxe temporel que cela provoque entraîne une nouvelle ligne temporelle où les humains de Nosgoth ont chassé les vampires jusqu'à leur extinction. Kain découvre que Mortanius — le gardien de la mort — a orchestré son meurtre pour purger le Cercle et tuer tous les gardiens restants, sauf un. Il réalise qu'il est lui-même le dernier gardien corrompu, né en tant que successeur d'Ariel, et qu'il doit choisir entre se sacrifier pour restaurer le monde (mais en détruisant la race vampire), ou gouverner Nosgoth dans sa damnation. Soul Reaver établit que Kain, dégoûté par les machinations des humains, choisit la dernière option et embrasse le vampirisme comme une bénédiction. Il forme des lieutenants vampires pour conquérir les royaumes humains de Nosgoth, établissant un empire tout-puissant sous son contrôle pendant que la terre se décompose.
1500 ans après les événements de Blood Omen, Raziel, son premier adepte, évolue en recevant des ailes avant Kain et est exécuté pour cet affront. Une entité démiurge connue sous le nom de l'Ancien ressuscite Raziel, qui affronte rapidement Kain. Kain frappe Raziel avec la Soul Reaver, mais celle-ci se brise contre lui, et l'esprit captif autrefois dans la lame se lie au bras de Raziel. Raziel assassine ses frères lieutenants, et découvre que Kain les a tous ressuscités à partir des cadavres des Saraphéens, une ancienne confrérie spirituelle de chasseurs de vampires. Furieux de cette révélation, il poursuit Kain jusqu'à la machine à voyager dans le temps de Moebius, abandonnée depuis longtemps, et Kain l'attire dans le passé. Dans Soul Reaver 2, Raziel complote avec Moebius pour détruire Kain, mais après avoir réalisé que Kain souhaite restaurer les Piliers et appris que Moebius sert secrètement l'Ancien, sa soif de vengeance est tempérée par une quête plus élevée d'illumination et de libération de l'emprise de la prédestination. Sur les conseils de Vorador, il cherche Janos Audron, un infâme vampire mort depuis longtemps qui détient la clé de son destin. Raziel aide Kain à déclencher un autre paradoxe qui change le destin de Kain, prolongeant sa vie, et parcourt l'histoire de Nosgoth. Commençant à déterrer les secrets de son passé, il rencontre brièvement Janos à l'époque des Saraphéens, mais réalise que son ancien lui l'a assassiné. Après toutes ces révélations, il massacre les lieutenants Saraphéens et assassine son ancien lui, devenant ainsi le catalyseur du futur empire de Kain et de sa propre histoire. Dans une dernière révélation, il découvre qu'il est l'esprit vorace destiné à être emprisonné dans la Soul Reaver et que le cycle de son destin ne se terminera jamais. À la dernière minute, Kain sauve Raziel de ce destin et prend la Soul Reaver vide, mais le paradoxe que cela provoque change l'histoire pour le pire.
Soul Reaver 2, Blood Omen 2 et Defiance développent l'histoire de la série. Au départ, à côté des humains, deux autres races majeures existaient dans le lointain passé de Nosgoth : les anciens vampires et les Hyldens. Les vampires glorifiaient le spirituel et la roue du destin, tandis que les Hyldens étaient des êtres enclins à la technologie. Alors que les vampires vénéraient l'Ancien, les Hyldens rejetaient sa doctrine, et les vampires déclarèrent la guerre en réponse à ce blasphème. Utilisant une magie incroyable, les vampires érigèrent les Piliers, bannissant les Hyldens dans une autre dimension, et forgèrent la Soul Reaver en guise de défense. Les Hyldens ripostèrent en affligeant les vampires d'une malédiction sanguine, qui les transforma en prédateurs immortels et stériles de l'humanité. Séparés de la roue du destin et de leur dieu, de nombreux vampires se suicidèrent et, à mesure que leur race s'éteignait, les humains de Nosgoth prirent le contrôle des Piliers. Au fil des siècles, les Hyldens se heurtent aux barrières de leur prison, cherchant à renverser les Piliers. La corruption spirituelle de Kain l'empêche de réaliser son rôle de gardien de l'équilibre. Il cherche à résoudre le dilemme auquel il est confronté à la fin de Blood Omen en restaurant les Piliers et en les remettant sous la domination des vampires. L'exécution de Raziel est nécessaire car son destin unique et cyclique lui donne le libre arbitre, ce qui permet à Kain de créer des paradoxes et de défier l'histoire. Blood Omen 2 poursuit un Kain plus jeune dans la ligne temporelle altérée créée à la fin de Soul Reaver 2, décrivant sa guerre contre le chef des Hylden. Finalement, Kain tue le Seigneur Hylden et s'en va, pour finalement établir son empire à partir de Soul Reaver,.
Defiance couvre des périodes antérieures de la même ligne temporelle, directement après Soul Reaver 2. Kain et Raziel découvrent chacun des preuves que les anciens vampires et Hylden avaient prophétisé deux champions — un représentant de chaque race — qui décideraient du sort de Nosgoth. Alors que Raziel est déterminé à ressusciter Janos pour échapper à son destin, Kain s'efforce de l'arrêter, et les deux sont amenés à s'affronter. Raziel apprend de Mortanius que Kain a été ressucité avec le cœur de Janos, et l'arrache de la poitrine de Kain lors de leur dernier combat, tuant ostensiblement son ancien maître. Bien que désillusionné, Raziel ressuscite Janos, qui le guide vers une dernière épreuve. Bien qu'il réussisse, recevant des pouvoirs spirituels, Raziel assiste à l'effondrement des Piliers. La brèche qui en résulte permet au Seigneur Hylden de posséder Janos, et Raziel est vaincu dans la bataille qui s'ensuit, piégé par l'Ancien. Il conclut que l'Ancien, soutenu par les âmes de Nosgoth, est la cause ultime de tous les conflits et dissensions à travers l'histoire, et réalise que lui-même était à la fois le champion vampirique et le champion Hylden ; Kain n'était ni l'un ni l'autre. Son libre arbitre et son destin d'entrer dans la Soul Reaver (en se consumant lui-même) garantissent qu'aucun des deux champions ne pourra gagner. Plus tard, Kain se réveille miraculeusement, malgré la perte de son cœur. Il rencontre Raziel, et ils se réconcilient. Raziel entre volontairement dans la Soul Reaver, mais utilise d'abord ses pouvoirs spirituels pour purifier Kain de la corruption dont il a hérité à la naissance en tant que membre du Cercle des Neuf. Ainsi guéri, Kain est capable de percevoir l'Ancien pour la première fois. Ils s'affrontent brièvement, et Kain blesse l'Ancien avec la Soul Reaver, mais est incapable de le détruire. Alors qu'il regarde Nosgoth, Kain contemple le sacrifice de Raziel, et le premier goût amer de l'espoir qu'il lui a donné.

### Thèmes
Chacun des jeux Legacy of Kain aborde des thèmes et des dilemmes distincts, mais leur sujet philosophique principal reste le fatalisme et la lutte de l'homme pour le libre arbitre. Blood Omen a pour but de demander « qu'est-ce que le mal ? Peut-être s'agit-il simplement d'une perspective » et d'« aborder la morale, le mal et le bien, la propagande et le destin d'une manière qui n'a jamais été explorée dans un jeu vidéo auparavant »,,. D'autres questions latentes incluent la confiance, la manipulation et la trahison, qui sont reprises dans les suites de Crystal Dynamics. Dans Soul Reaver et Soul Reaver 2, Amy Hennig identifie « la question du libre arbitre dans un univers apparemment régi par le destin » comme étant au cœur de l'histoire. Le gnosticisme, selon lequel « le monde matériel est une illusion, un mensonge perpétré par un dieu faux et malin dont le but est de maintenir l'âme humaine dans l'obscurité et l'ignorance » fait partie intégrante de l'histoire de de Raziel,. L'objectif ultime de ce dernier est « la connaissance, l'illumination et l'exposition de la vérité »,,. Les thèmes du désespoir, de l'espoir et de l'illumination dans les œuvres de T. S. Eliot et de James Joyce influencent l'histoire.
Les développeurs tentent aussi de renverser le monomythe et d'autres incontournables de la littérature et du jeu vidéo. Silicon Knights conçoit Kain, un antihéros vampire inspiré du film Impitoyable de Clint Eastwood, comme un protagoniste atypique, ni bon ni mauvais, bien qu'on lui ait objecté en 1993 qu'un tel personnage ne plairait pas aux joueurs,,. De même, Hennig développe Raziel comme un « petit imbécile bien-pensant » et méchant, cherchant la rédemption et la transcendance par la connaissance, par opposition à un héros idéaliste,. S'inspirant des idées de Joseph Campbell, elle estime qu'il serait intéressant de voir comment les joueurs interprètent la moralité dans ce contexte, et soutient que « la seule façon pour un héros de réussir est de suivre son propre chemin. Tant qu'il suit une voie tracée par quelqu'un d'autre, il est voué à l'échec »,. Dans Defiance, Kain et Raziel sont décrits comme des figures sophocléennes semblables à Œdipe, « pris en étau par le destin »,. Hennig déclare qu'« ils sont des héros parce qu'ils refusent de se soumettre, même lorsque tout se retourne contre eux ».

## Développement
Pendant et après la fin du développement de Dark Legions, Silicon Knights passe plusieurs mois à travailler sur la conception de Blood Omen sans avoir de plate-forme particulière en tête,,. Les principales inspirations derrière le projet comprennent La Roue du temps, Nécroscope et les pièces de Shakespeare, tandis que le concept des Piliers de Nosgoth est dérivé des Piliers de la Terre,. Crystal Dynamics accepte de publier le jeu en 1993, et bien qu'il y ait eu une indécision quant à savoir s'il devait sortir sur la 3DO Interactive Multiplayer ou la Sega Saturn, les deux parties optent pour la PlayStation une fois que Sony annonce son lancement imminent. Le développement du jeu dure plus de trois ans et connait une expansion substantielle à mi-parcours,, ce qui oblige Silicon Knights à augmenter ses effectifs, Crystal Dynamics envoyant plusieurs employés pour les aider, notamment Amy Hennig et Seth Carus,. Après des « efforts herculéens », Blood Omen sort finalement à la fin de l'année 1996. Après son succès, Silicon Knights envisage de créer une suite,, mais l relation avec Crystal Dynamics se détériore en 1997. Crystal Dynamics commence à développer Soul Reaver en interne, et est racheté par Eidos Interactive au cours de sa production.
En 1998, Silicon Knights intente un procès à Crystal Dynamics pour les droits de propriété intellectuelle de Legacy of Kain, demandant une injonction pour empêcher Crystal Dynamics de commercialiser la suite. Les deux studios règlent leur différend juridique en privé, et Crystal Dynamics et Eidos conservent les droits de la franchise Legacy of Kain, à condition que Soul Reaver reconnaisse Silicon Knights comme le créateur original de la série. Le Paradis perdu est la première source d'inspiration du concept,, et des sources telles que la tradition rabbinique, la mythologie des vampires, les mythes orientaux et le mysticisme sont également des influences clés,. Le style visuel est emprunté à des films tels que La Cité des enfants perdus et Le Cabinet du docteur Caligari, ainsi qu'au mythe de Cthulhu de H. P. Lovecraft,,,. Soul Reaver est très attendu malgré plusieurs retards, et fait l'objet d'une promotion sur les couvertures de plus de dix magazines de l'industrie du jeu vidéo, mais des contraintes de calendrier forcent Crystal Dynamics à supprimer du contenu dans la séquence de fin. Les développeurs ont l'intention d'intégrer le contenu supprimé dans la suite. Soul Reaver 2 s'inspire de la fiction sur le voyage dans le temps et des recherches de Kurt Rudolph sur le gnosticisme. Il est alors prévu d'inclure davantage d'aspects de jeu de rôle que Blood Omen et un plus grand nombre de capacités à acquérir, bien que l'équipe doit s'adapter à la sortie de la PlayStation 2.
Le projet Soul Reaver 2 est initialement conçu pour la PlayStation, mais après avoir créé une démo de démonstration, les développeurs reçoivent l'autorisation de passer à la nouvelle console. Avec un « dévouement remarquable et des heures de travail épuisantes », le jeu est développé en 17 mois. Comme pour Soul Reaver, plusieurs fonctionnalités sont supprimées afin de respecter le délai de sortie. Blood Omen 2 est développé en parallèle par une équipe indépendante de Crystal Dynamics avec une autonomie créative,, extrapolant l'esthétique steampunk du XIXe siècle de Soul Reaver pour adopter une ambiance victorienne,. L'équipe ne souhaite pas être trop influencée par le premier Blood Omen et développe l'histoire de la franchise dans l'espoir de lancer une nouvelle série de jeu. Cependant, les incohérences soulevées par l'intrigue poussent l'équipe de Soul Reaver 2 à réorienter le scénario dans le jeu suivant. Defiance représente « une toute nouvelle approche » de la franchise, avec une plus grande attention portée au drame, un système de combat remanié et des angles de caméra beaucoup plus scénarisés.
En 2008, il apparait qu'un sixième jeu, Legacy of Kain: The Dark Prophecy, a été brièvement en développement chez Ritual Entertainment en 2004 avant d'être annulé,. Plus tard, en 2013, Square Enix confirme les allégations selon lesquelles Climax Studios a travaillé sur un nouveau titre, Legacy of Kain: Dead Sun, jusqu'à son annulation en 2012.

## Autres médias
Les musiques de Soul Reaver et de Soul Reaver 2 sont publiées sur une bande originale promotionnelle en 2001. Pour Soul Reaver, Amy Hennig choisit Kurt Harland du groupe synthpop Information Society pour composer la musique. Selon Harland, un de ses collègues a montré son travail à l'équipe de Soul Reaver par le biais de « Ozar Midrashim », un morceau du groupe, qui a ensuite été repris dans Soul Reaver en tant que thème d'ouverture. Harland travaille avec l'ingénieur du son Jim Hedges à la création d'un système audio adaptatif pour Soul Reaver, qui permet à la musique de changer en fonction du contexte du jeu. Cette approche devient un pilier des jeux suivants de la série.
Après la sortie de Soul Reaver, des figurines des personnages Kain et Raziel sont créées par Blue Box Interactive en partenariat avec Eidos. Une bande dessinée promotionnelle en un seul numéro de Top Cow Productions est publiée en octobre 1999 pour promouvoir la sortie de Soul Reaver, mettant en scène le vampire Raziel et servant de préquelle aux événements du jeu. Top Cow collabore avec Crystal Dynamics pour produire une deuxième bande dessinée début 2004, récapitulant l'histoire de la série, pour coïncider avec la sortie de Defiance. Legacy of Kain apparaît également dans une autre franchise de Crystal Dynamics. Ainsi, la Soul Reaver est utilisable come arme dans Tomb Raider : Legend, via un code de triche. Kain et Raziel figurent quant à eux en tant que personnages jouables en contenu téléchargeable de Lara Croft and the Guardian of Light,.
En 2024, un kickstarter permet de financer la publication d'un roman graphique nommé The Dead Shall Rise. Ce roman, collaboration entre Bit Bot Media et Crystal Dynamics, est une préquelle de Legacy of Kain: Soul Reaver  et mettant en scène Raziel et Kain,.

## Accueil
| Jeux          | Metacritic                                         |
| ------------- | -------------------------------------------------- |
| Blood Omen    | 82 % (PC), 83 % (PS),                              |
| Soul Reaver   | 88 % (DC), 78 % (PC), 91/100 (PS)                  |
| Soul Reaver 2 | 77/100 (PC) 80/100 (PS2)                           |
| Blood Omen 2  | 71/100 (GC) 66/100 (PC) 67/100 (PS2) 76/100 (Xbox) |
| Defiance      | 70/100 (PC) 75/100 (PS2) 74/100 (Xbox)             |

En 2007, la série Legacy of Kain s'est vendue à plus de 3,5 millions d'exemplaires, mais son succès commercial varie selon les jeux. Blood Omen dépasse les attentes de Crystal Dynamics,, avec des chiffres de vente allant de 320 082 unités à 2 millions d'exemplaires, tandis que Soul Reaver, vendu à plus de 1,5 million d'exemplaires, figure sur la liste des Greatest Hits de Sony,. Soul Reaver 2 et Blood Omen 2 réalisent de bonnes performances également, se vendant à plus de 500 000 exemplaires chacun et devenant des jeux de la liste Greatest Hits. Defiance se vend entre 500 000 et 1 million d'unités, mais n'atteint pas les objectifs de vente d'Eidos.
Legacy of Kain est citée comme l'une des franchises de jeux vidéo associées aux vampires les plus populaires,. IGN considère la série comme « une série étrangement attrayante, mais tout aussi confuse, qui […] fait hésiter entre l'aimer et la détester »,. GameSpot critique Blood Omen 2, mais qualifie les jeux Soul Reaver de géniaux pour leur « innovation et leur drame surprenant », la performance des interprètes et leurs prouesses techniques. Computer and Video Games déclare que la série a une narration captivante, des séquences cinématiques impressionnantes et des combats fluides, qualifiant Soul Reaver de « classique absolu ». Houston Press décrit la distribution vocale de Legacy of Kain comme « le plus grand génie méconnu de l'interprétation de jeu vidéo », et compare les dialogues de la série à des pièces de William Shakespeare,. GamesRadar estime que « connue pour sa narration nuancée, ses protagonistes non conventionnels, ses combats de boss époustouflants et ses riches tonalités shakespeariennes, la série a relevé la barre de l'écriture et du jeu d'acteur dans les jeux vidéo »,. GameSpy qualifie le scénario des jeux de profond mais trop alambiquée.
Isolément, chaque titre est généralement bien accueilli par la presse spécialisée. Metacritic, un agrégateur de critiques de jeux vidéo, donne une note de 91/100 pour la version PlayStation de Soul Reaver, Soul Reaver 2 reçoit des scores « généralement favorables » de 80/100 et 77/100 pour PlayStation 2 et Microsoft Windows,, la version Xbox de Blood Omen 2 reçoit un score de 76/100 tandis que les versions GameCube, PlayStation 2 et Microsoft Windows reçoivent des notes « mitigées ou moyennes » de 71/100, 67/100 et 66/100,,. La version PlayStation 2 de Defiance reçoit une note de 75/100 tandis que les versions Xbox et Microsoft Windows reçoivent des notes de 74/100 et 70/100,. Soul Reaver est également la plus grande réussite autoproclamée d'Amy Hennig. Les jeux ultérieurs à Soul Reaver sont dépréciés pour leurs éléments de gameplay répétitifs et les notes ont tendance à baisser.

## Postérité
Dans une interview d'octobre 2015, le concepteur principal de Crystal Dynamics, Michael Brinker, explique qu'il y a « une chance sur deux » qu'un sixième jeu solo Legacy of Kain sorte au cours de la huitième génération de consoles de jeux vidéo. La propriété intellectuelle est alors détenue par Square Enix Collective. En mai 2022, Embracer Group acquiert la propriété intellectuelle de Legacy of Kain aux côtés d'autres actifs de Square Enix Europe, y compris le studio de développement Crystal Dynamics, pour 300 millions de dollars. Embracer Group exprime son intérêt pour des suites, des remakes et des remasters de la franchise Legacy of Kain, entre autres. En novembre, lors d'une conférence téléphonique, Embracer, après avoir lancé un sondage en octobre pour évaluer l'intérêt des fans pour la série, déclare avoir reçu plus de 100000 réponses et entendre les fans « haut et fort »,,.